# 葡萄牙铁路5600型电力机车
5600型电力机车是葡萄牙铁路（CP）的电力机车车型之一，由德国西门子交通集团、克劳斯-玛菲公司及葡萄牙金属加工联合公司（Sorefame）联合设计制造。5600型电力机车与西班牙国家铁路的252型电力机车基本相同，都是以德国铁路120型电力机车为基础，开发而成的客货通用型大功率电力机车，适用于供电制式为25千伏50赫兹的工频单相交流电的电气化铁路。机车采用三相交流传动、氟里昂蒸发冷却式GTO牵引逆变器、“SIBAS 16”微机控制系统等技术。
基于西班牙国铁252型电力机车、葡萄牙铁路5600型电力机车的可靠设计，并根据欧洲铁路运输快速发展的需要，西门子交通集团与克劳斯-玛菲公司于1990年代初合作开发了第一代“欧洲短跑手”（EuroSprinter）电力机车——ES64P型电力机车（德国铁路127型电力机车）。